# Tobias Schellenberg
Tobias Schellenberg (Lipsia, 17 novembre 1978) è un tuffatore tedesco.Vinse la medaglia d'argento ai Giochi olimpici di Atene 2004, in coppia con Andreas Wels, dal trampolino 3 metri sincro.

## Palmarès
- Giochi Olimpici

Atene 2004: argento nel sincro 3 m.
- Mondiali di nuoto

Barcellona 2003: bronzo nel sincro 3 m.
Montreal 2005: argento nel sincro 3 m.
Melbourne 2007: bronzo nel sincro 3 m.
- Europei di nuoto

Helsinki 2000: oro nel sincro 3 m.
Berlino 2002: argento nel sincro 3 m.
Madrid 2004: bronzo nel trampolino 1 m.
Budapest 2006: oro nel sincro 3 m.
Eindhoven 2008: argento nel sincro 3 m.